# 拉普拉斯站
拉普拉斯站（法語：Gare de Laplace），是法国的一个铁路车站，属于大区快铁B线。开通于1846年6月7日，位于马恩河谷省阿尔克伊。属于第二收费区（法語：Zone 2），1977年12月9日大区快铁B线开始使用本站。